# Хлапук Максим Миколайович
Хлапук Максим Миколайович (нар. 20 липня  1984) — народний депутат Верховної Ради IX скликання, обраний від політичної партії «Голос».

## Освіта
У 2009 році закінчив Національний університет «Києво-Могилянська академія» за спеціальністю «Політологія» та здобув кваліфікацію магістра політології, а також Єнський університет імені Фрідріха Шиллера у Німеччині з дипломом магістра політичних наук (Master of Politics).
У 2015 році закінчив Дипломатичну академію України при Міністерстві закордонних справ України за спеціальністю «Зовнішня політика», здобув кваліфікацію магістра зовнішньої політики.

## Політична діяльність
У 2019 році балотується до Верховної Ради 9 скликання від партії «Голос» (№ 22 у списку), але не проходить.
Обіймав посаду заступника керівника секретаріату Голови Верховної Ради України.
Експерт програми «Рада» від USAID зі впровадження прозорості в парламенті. Засновник та керівник Рівненської міської молодіжної громадської організації «Молодіжний медіа-центр».
Три скликання поспіль (6,7 та 8) — помічник депутата Верховної Ради Андрія Парубія на платній основі. З 2016 року брав участь в організації роботи офісу спікера Верховної Ради України.
Член Комітету з питань енергетики та житлово-комунальних послуг.